# طعام يؤكل باليد

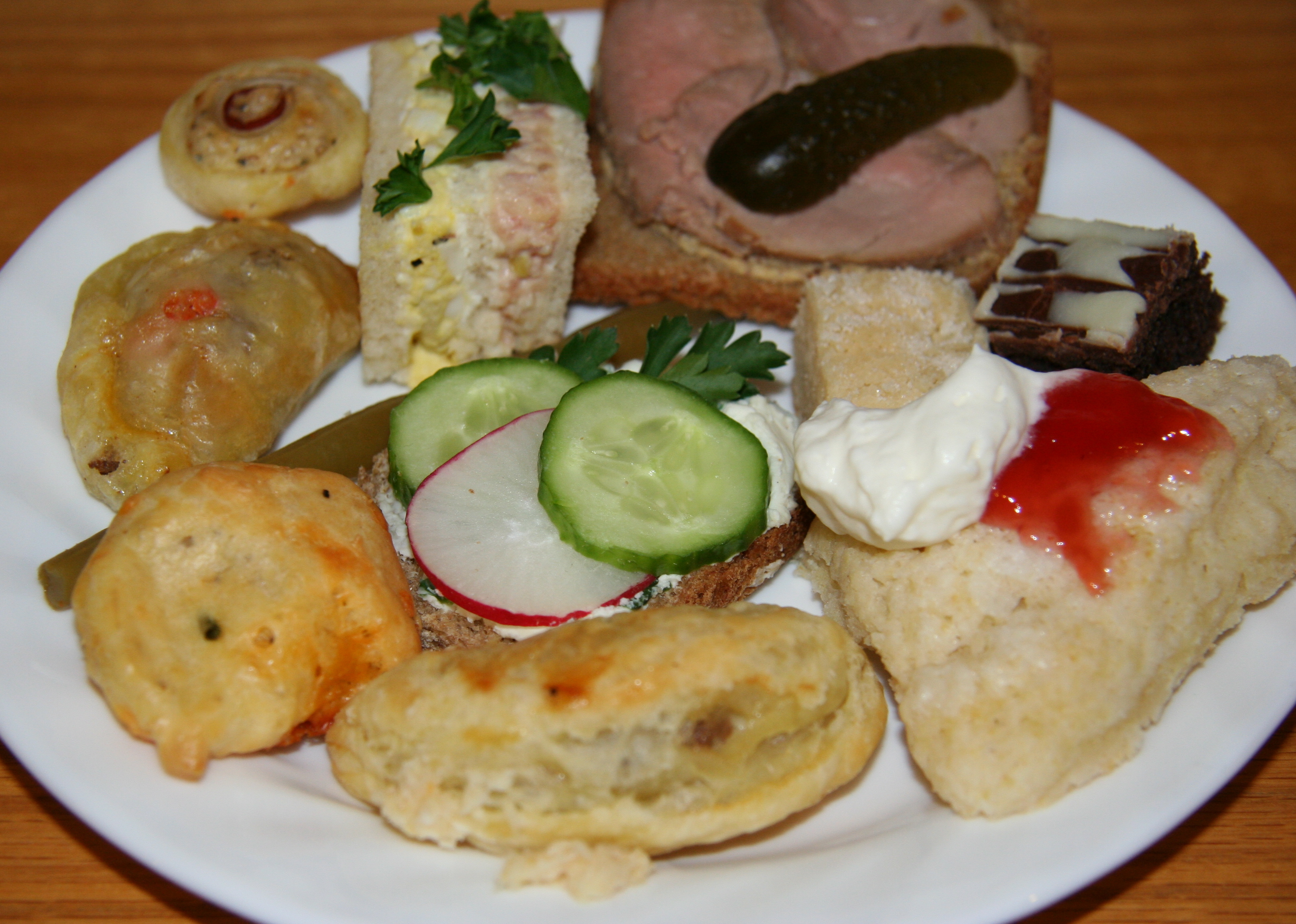
طعام يؤكل باليد يقدم مع الشاي

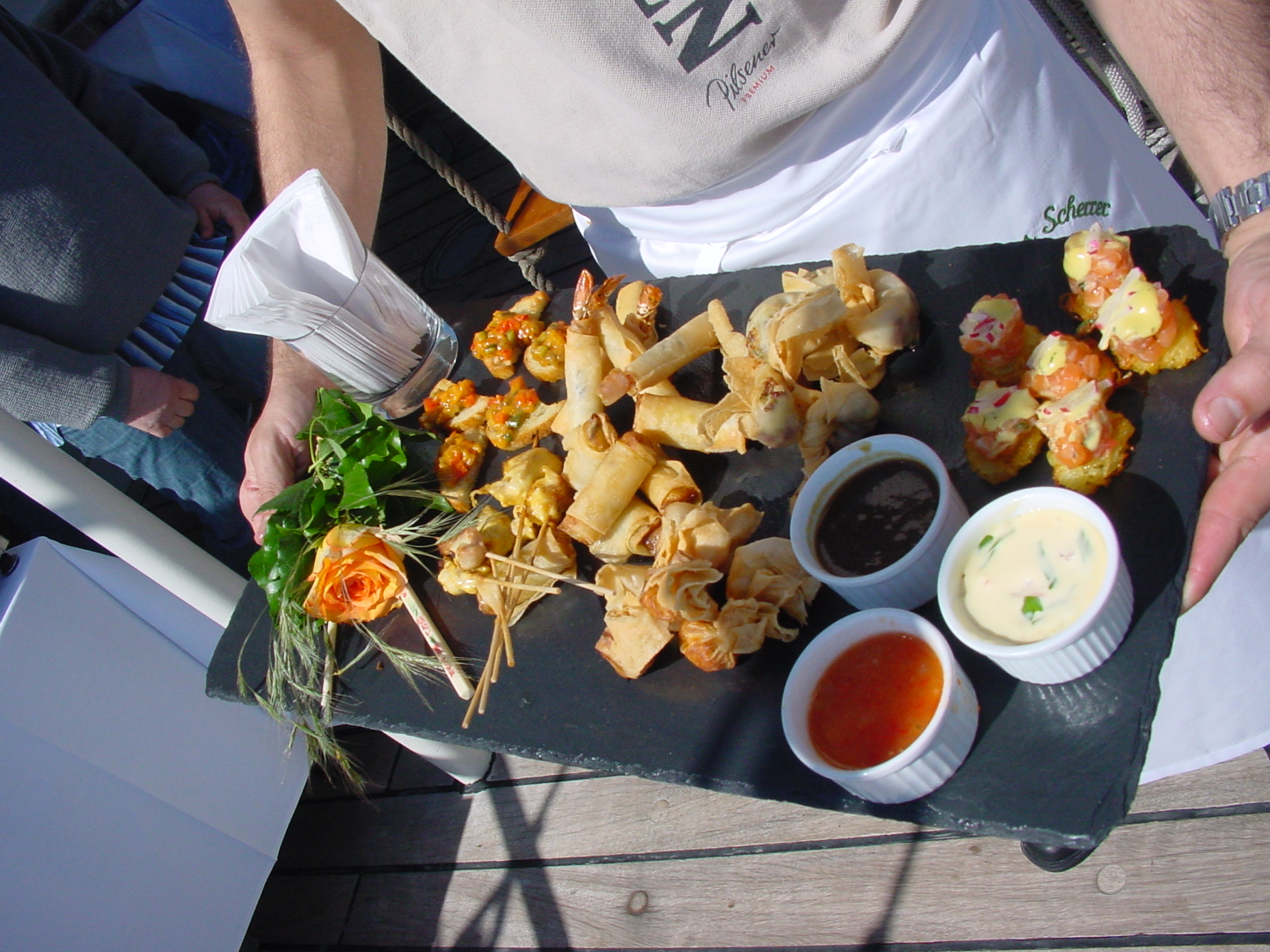
طعام يؤكل باليد

الطعام الذي يؤكل باليد، هو أي طعام يمكن تناوله مباشرة باستخدام اليدين، على النقيض من الأطعمة التي يتم تناولها باستخدام أدوات تناول الطعام كالملعقة وأعواد الأكل والسكين والشوكة. في بعض الثقافات، يؤكل الطعام دائماً باستخدام اليدين، على سبيل المثال في إثيوبيا يتم لف الطعام في خبز إينجيرا كما يتناول الناس في جنوب آسيا الطعام باستخدام اليدين دائماً. يعتبر الطعام الذي يعدّ في الشوارع من أشهر الأمثلة على الأطعمة التي يتم تناولها باليد.

## في التراث العربي
كان النبي محمد يأكل بيده اليمنى وبثلاث أصابع. وعلق ابن قتيبة على من يفضل العجم على العرب بقولهم: إن العجم يأكلون بالملاعق والسكاكين، وأن العرب يأكلون بأيديهم، ومن يأكل بالملعقة والسكين فهو أرقى ومتقدم أكثر ممن يأكل بيده، فأولى ابن قتيبة هذا الكلام بقوله:

## الأنواع
في العالم الغربي، تكون الأطعمة التي تؤكل باليد مقبلات في العادة، وقد تكون من مكونات الطبق الرئيسي. ومن أمثلة هذه الأطعمة المعروفة في العالم الغربي فطائر اللحم المصغرة ولفائف السجق والسجق المثبت على عيدان والجبن والزيتون المثبت على عيدان وأفخاذ الدجاج وأجنحة الدجاج وسبرنغ رول وسنبوسة وكيش والشطائر والكعك وقطع البطاطا وكرات الريزوتو (أرانشيني). ومن الأطعمة التي تؤكل باليد المعروفة عالمياً الهوت دوغ وبيتزا والثمار والخبز والمخبوزات. بعض أنواع الحلويات كالكعك والمعجنات والمثلجات التي توضع في بسكويت مخروطي تؤكل باليد، لكن ذلك ليس شائعاً بالضرورة، في شرق آسيا، الفطائر والخبز المسطح والأطعمة التي تحضر في الشوارع مثل الكباب من أنواع الأطعمة التي تؤكل باليد.

## التقديم
في العديد من الدول الغربية، ثمة شركات متخصصة في تقديم الأطعمة التي تؤكل باليدين في المناسبات كحفلات الزفاف والخطوبة وأعياد الميلاد وغيرها من الاحتفالات. أصبحت الأطعمة التي تؤكل باليدين والتي تقدم في مناسبات الأعراس أكثر شعبية لأنها أقل تكلفة وتوفر خيارات أكثر تنوعاً. من الأطعمة التي تلائم المناسبات الرسمية الباتيه والكافيار وشطائر الشاي، في حين تعتبر الفواكه المقطعة والمقرمشات والبسكويت والكعك ملائمة للمناسبات العامة.

## مطالعة إضافية
- Finger Food, Elizabeth Wolf-Cohen ISBN 978-1-84215-507-3
- The Essential Finger Food Cookbook (Essential Cookbooks) (Thunder Bay Press), Wendy Stephen ISBN 978-1-57145-961-9